# Stenocercus bolivarensis
Stenocercus bolivarensis este o specie de șopârle din genul Stenocercus, familia Tropiduridae, descrisă de Vitorino Paiva Castro și Franklin Ayala în anul 1982. Conform Catalogue of Life specia Stenocercus bolivarensis nu are subspecii cunoscute.